# Typologie de Bartle
La  typologie de Bartle est une classification des joueurs de jeux vidéo en fonction des objectifs qu’ils visent dans une expérience de jeu. Elle est basée sur un article de 1996 de Richard Bartle. La classification décrivait à l'origine les joueurs de jeux en ligne multijoueurs (en particulier les multi-user dungeon et les MMORPG), bien qu'elle se réfère désormais également aux joueurs de jeux vidéo solo.
Ce modèle distingue quatre types de joueurs : l'Accomplisseur, l'Explorateur, le Socialisateur et le Tueur. Ceux-ci sont imaginés selon un modèle en deux dimensions dans lequel l'axe X représente la préférence pour le contact avec d'autres joueurs par rapport à l'exploration du monde (et le contact avec des personnages non-joueurs) et l'axe Y représente la préférence pour l'interaction par rapport à l'action unilatérale.
Un test connu sous le nom de Bartle Test of Gamer Psychology, basé sur la typologie de Bartle et créé en 1999 par Erwin Andreasen et Brandon Downey, contient une série de questions permettant d'évaluer le sujet.

## Les Accomplisseurs
Ces joueurs préfèrent gagner des "points", des niveaux, de l'équipement et d'autres mesures concrètes de réussite dans un jeu. Ils se donneront beaucoup de mal pour obtenir des récompenses qui ne sont qu'esthétiques.
Les jeux qui peuvent être terminés d'une manière ou d'une autre attirent le style de jeu d'un Accomplisseur en lui donnant quelque chose à accomplir : c'est le cas des jeux qui offrent un taux de complétion à 100 %.

## Les Explorateurs
Les explorateurs sont des joueurs qui préfèrent découvrir des zones et s'immerger dans l'univers du jeu. Ils sont souvent gênés par les missions limitées dans le temps, qui ne leur permettent pas de progresser à leur rythme. Ils aiment trouver des glitch ou des easter-egg,.

## Les Socialisateurs
Ces joueurs choisissent de jouer pour l'aspect social, plutôt que pour le jeu lui-même. C'est en interagissant avec d'autres joueurs, et parfois avec des personnages contrôlés par l'ordinateur et dotés d'une personnalité, qu'ils tirent le plus de plaisir d'un jeu. Le jeu n'est qu'un outil qu'ils utilisent pour rencontrer d'autres personnes dans le jeu ou en dehors. 

## Les Tueurs
Les tueurs sont, plus que d'autres types de joueurs, motivés par l'optimisation et l'élimination des autres. Ils veulent atteindre la première place sur le tableau des meilleurs scores ou battre le record de temps d'un autre speedrunner.